# 朗湖 (石勒蘇益格)
54°34′33″N 9°33′55.9″E / 54.57583°N 9.565528°E

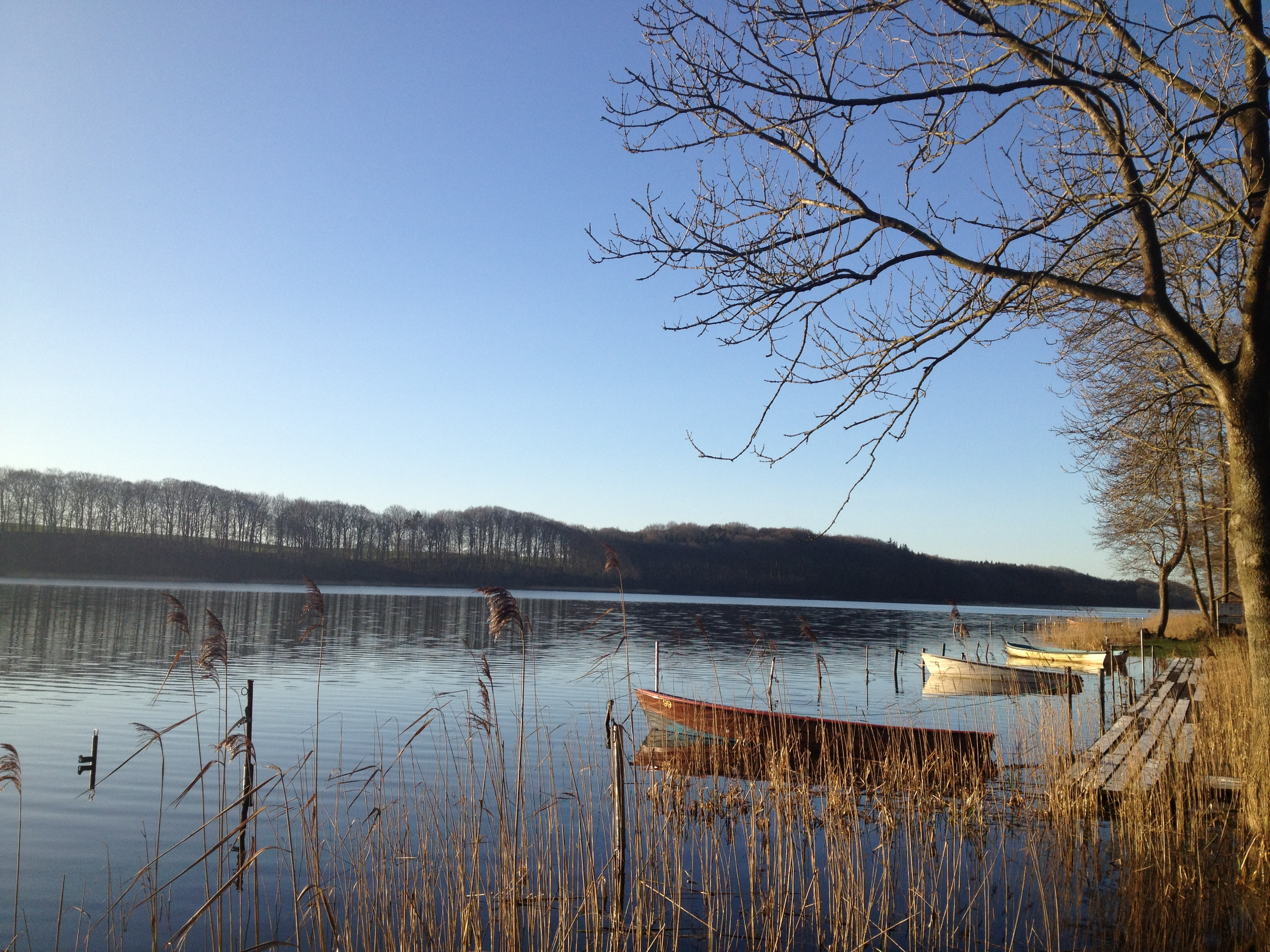

朗湖（德語：Langsee），是德國的湖泊，位於該國北部石勒蘇益格-荷爾斯泰因州，由石勒蘇益格-弗倫斯堡縣負責管轄，面積1.51平方公里，海拔高度16米，最大水深13米。